# Мейсон, Дэвид
Дэвид Эдвин Мейсон (англ. David Edwin Mason; 2 декабря 1956, штат Джорджия — 24 августа 1993, тюрьма Сан-Квентин) — американский серийный убийца, совершивший в течение нескольких месяцев 1980 года как минимум четыре убийства пожилых людей на территории города Окленд. После ареста, будучи в заключении, Мейсон совершил своё пятое убийство по счету, задушив 9 мая 1982 года другого заключенного в окружной тюрьме. В 1993 году Дэвид Мейсон был казнён. Мейсон стал последним осужденным в истории штата Калифорния, который был казнен посредством удушения в газовой камере, благодаря чему вошел в историю и получил определенную известность. Также он стал первым осужденным к смертной казни в истории штата, который, будучи в заключении, добровольно отказался подавать апелляции с целью отсрочить смертную казнь.

## Биография
Дэвид Эдвин Мейсон родился 2 декабря 1956 года на территории штата Джорджия в семье Харриса и Мэрги Мейсонов. Дэвид был четвертым ребенком в семье из 8 детей и старшим из всех сыновей. По свидетельствам его отца, Дэвид был нежеланным ребенком, так как его мать во время беременности пыталась вызвать выкидыш, поднимая мебель и катаясь на лошадях. Вскоре после рождения Дэвида семья покинула Джорджию и переехала в город Окленд, на территорию штата Калифорния. Родители Мейсона были  приверженцами религиозных идей и неукоснительно следовали им в практической жизни, благодаря чему придерживались авторитарного стиля воспитания детей и подвергали их телесным и другого рода наказаниям с особой жестокостью за совершение проступков и за недостаточное, по их мнению, увлечение религиозной деятельностью. Согласно воспоминаниям Дэвида, его братьев и сестер — большую часть свободного времени в детстве они проводили на территории дома или в церкви. Оба родителя не питали теплых чувств к Дэвиду, вследствие чего подвергали его издевательствам и телесным наказаниям больше, чем других детей. В возрасте 5 лет Мейсон, не выдержав издевательств, совершил свою первую попытку самоубийства — проглотив несколько десятков таблеток. Оба родителя впоследствии подтверждали тот факт, что подвергали телесным наказаниям Дэвида по любому поводу. Сам Мейсон утверждал, что по крайней мере дважды во время получения телесных наказаний его мать нанесла ему по его телу более 100 ударов. В середине 1960-х Дэвид стал демонстрировать девиантное поведение и проявлять признаки психического расстройства. В возрасте 8 лет он был избит отцом после того, как он обнаружил Дэвида стоящим с ножом в руке напротив кровати, где находился его новорожденный младший брат. Не имея возможности контролировать его поведение, родители стали подолгу запирать Дэвида в его комнате и установили решетку со стальными прутьями на окне комнаты. В одном случае, из-за невозможности посетить туалет, в возрасте 11 лет он был обнаружен матерью с испачканными штанами и нижним бельем, после чего его мать заставила его носить на голове его покрытое фекалиями нижнее белье. В последующие годы Дэвид совершил еще несколько попыток самоубийства, в разное время он пытался покончить с собой путем самоссожения, путем повешения, вскрытия вен и путем падения с большой высоты. В этот период он стал подвергать агрессии учителей и других учеников в школе, заработав репутацию хулигана. В этот период он был замечен в попытках совершения поджогов чужих домов, а также устраивал поджоги в церкви и в школе. В 1970 году Мейсон был арестован за совершение нескольких правонарушений. После ареста он сообщил о крайне жестоком обращении со стороны своих родителей, после чего был подвергнут судебно-психиатрической экспертизе. На основании результатов экспертизы у него был выявлен  порог коэффициента интеллекта в 110 баллов и хорошая способность к общей обучаемости, тем не менее у него также был выявлен ряд признаков психического расстройства, вследствие чего с разрешения его родителей Мейсон был определен в специализированную школу-интернат, где он находился круглосуточно вместе с другими подростками, имевшими аресты за хулиганство и различные мелкие правонарушения, состоявшими на учёте у психиатра, или задержанными за бродяжничество. Несколько раз он сбегал из учреждения и возвращался домой, утверждая, что подвергается в интернате сексуальным домогательствам со стороны других детей и учителей, но каждый раз он был принудительно возвращен обратно. В 1973 году Мейсон был арестован за совершение очередного поджога. Он был осужден и получил в качестве уголовного наказания несколько месяцев лишения свободы, которое отбывал в учреждении для несовершеннолетних преступников. После отбытия наказания Мейсон вернулся домой. В 1974 году он бросил школу незадолго до окончания 11-го класса, после чего завербовался в армию США. Мейсон был зачислен в корпус морской пехоты США, однако быстро потерял интерес к военной службе. В течение первых недель службы Мейсон многократно совершал правонарушения и несколько раз подвергался дисциплинарным взысканиям, в результате чего был уволен из рядов армии США всего лишь через четыре месяца после начала несения службы. Вернувшись в очередной раз домой к родителям, Дэвид вскоре начал вести маргинальный образ жизни. Он не имел постоянной работы, испытывал материальные трудности, благодаря чему вынужден был перебиваться случайными заработками и был замечен в занятии мужской проституцией. 8 июля 1977 года Мейсон совершил ограбление магазина в городе Сан-Леандро. Во время ограбления Дэвид нанес удар ледорубом в спину продавщице Вирджинии Янсен, после чего забрал у нее ее личные деньги и похитил из кассы магазина 270 долларов. Мейсон пригрозил раненой девушке убийством в случае, если она заявит в полицию и в дальнейшем опознает его в качестве преступника, после чего стер свои отпечатки пальцев с различных предметов и покинул место преступления. Янсен была госпитализирована с рубленым ранением, после чего опознала Мейсона по предъявленной ей фотографии. Он был объявлен в розыск. Узнав об этом, Дэвид вскоре добровольно сдался полиции. Во время суда он признал себя  виновным в этих преступлениях, вследствие чего суд посчитал его достойным снисхождения. Он был осужден, но получил в качестве уголовного наказания незначительный срок лишения свободы, благодаря чему получил условно-досрочное освобождение и вышел на свободу 13 июля 1979 года.

## Серия убийств
Первой жертвой Дэвида Мейсона стала 73-летняя Джоан Пикард. Мейсон был знаком с женщиной на протяжении 8 лет и в юношеские годы за денежное вознаграждение выполнял для нее различные поручения и работы по уборке дома и приусадебного участка. Мейсон был частым гостем в доме женщины и знал о существовании у нее коллекции редких и старинных монет. Опасаясь грабителей, женщина показывала Мейсону принцип действия системы сигнализации, благодаря чему он был осведомлен о схемах включения и выключения сигнализации. 6 марта 1980 года, испытывая материальные трудности, Дэвид явился в дом Пикард, где, угрожая ей оружием, потребовал у нее коллекцию монет, деньги и другие вещи, представляющие материальную ценность. Во время ограбления женщина совершила попытку включения сигнализации, которая оказалась неудачной, после чего Мейсон стал душить женщину. После того как Пикард потеряла сознание, Мейсон провел обыск в доме, в ходе которого обнаружил деньги и коллекцию монет. Придя в сознание, Джоан Пикард предприняла попытку сбежать из дома, которая была предотвращена Мейсоном. Он избил и связал женщину с помощью электрического провода, после чего в целях избавления от свидетелей преступления задушил ее. Коллекцию монет вечером того же дня Дэвид Мейсон продал за 85 долларов. Дочь Джоан Пикард нашла ее тело два дня спустя. В гостиной, на лестнице и в спальне были обнаружены пятна крови, а на теле убитой остались только синяя юбка и бюстгальтер. Свитер был снят с применением силы, вследствие чего фрагменты пуговиц с него были обнаружены в разных комнатах.
Второй жертвой Дэвида стал 83-летний Артур Дженнингс, который был известен в округе как педераст, предлагающий материальное вознаграждение подросткам и молодым мужчинам за оказание сексуальных услуг. Мейсон впоследствии утверждал, что был знаком с Дженнингсом со школьных лет и несколько раз занимался с ним сексом за деньги в его машине и в его доме. 18 августа 1980 года Мейсон явился в его дом, где совершил нападение, в ходе которого задушил его с помощью рук. После совершения убийства Мейсон похитил у Дженнингса 16 долларов и наградное кольцо, которым Дженнингс был награжден во время службы в Армии в период Первой мировой войны.
16 ноября 1980 года Мейсон совершил нападение на 75-летнюю Антуанетту Браун в квартире одного из многоэтажных домов. Во время нападения Мейсон избил жертву, после чего задушил ее с помощью веревки, сделанной из нижнего белья и другой одежды. После убийства Дэвид похитил у убитой кольца и деньги. Перед тем как покинуть место преступления, Мейсон провел над телом постомортальные манипуляции. Он раздел тело жертвы, оставив его почти полностью обнаженным, но не подверг посмертному изнасилованию. Во время расследования соседка жертвы Паула Уайт заявила полиции о том, что около 16.00 встретила предполагаемого убийцу, выходившего из лифта на первом этаже. Женщина дала описание внешности Мейсона, на основании чего был составлен его фоторобот.
6 декабря 1980 года Дэвид Мейсон убил 72-летнюю Дороти Лэнг в квартире на втором этаже одного из многоквартирных домов в Окленде. Проникнув в квартиру, Мейсон совершил нападение на женщину. Жертва оказала Мейсону яростное сопротивление, в ходе которого он нанес ей несколько ударов гаечным ключом по голове и в область груди, нанеся ей черепно-мозговую травму и переломы нескольких ребер, после чего задушил с помощью своих рук. После убийства Мейсон похитил из ее квартиры ряд вещей, представляющих материальную ценность, после чего раздел жертву, оставив на ее теле только свитер и бюстгальтер, которые он по неизвестным причинам сдвинул к ее шее.

## Арест
6 января 1981 года на территории округа Аламеда, через четыре недели после убийства Дороти Лэнг, Дэвид Мейсон на межштатной автомагистрали I-580 проехал мимо патрульной полицейской машины на автомобиле Dodge Charger со скоростью 80 миль в час, превысив установленное ограничение скорости, после чего за ним началась погоня. Пытаясь избежать преследования, Мейсон выехал с автострады и заехал в жилой район, где проехал несколько улиц. В конечном итоге он заехал в тупик и вынужден был покинуть свой автомобиль. Мейсону удалось сбежать от полиции пешком, но в ходе обыска салона его автомобиля полицией были обнаружены его документы и квитанция о ремонте машины, где был указан адрес проживания его родителей.  22 января офицер полиции по имени Ларри Шухерт посетил дом родителей Мейсона в городе Сан-Лоренцо и поговорил с его матерью и его братом Марком. Марк Мейсон заявил Ларри Шухерту о том, что Дэвид покинул дом несколько дней и отдал им аудиокассету с надписью «Дэвид Э. Мейсон — Эпитафия».  Марк заявил, что Дэвид попросил сохранить ее, пока с ним что-нибудь не случится. С разрешения семьи Шухерт проиграл аудиокассету. На аудиопленке  было записано признание Дэвида  в длинной череде насильственных преступлений. Он подробно описал обстоятельства совершения убийств, детали, которые были известны только следствию, мотив, поведал ряд подробностей из своей биографии, и жизненную позицию по отношению к окружающей действительности. В конце своего признания Мейсон выразил уверенность в том, что погибнет в ходе перестрелки с полицией. На основании этих признаний он был объявлен в розыск. 4 февраля 1981 года местонахождение Мейсона было установлено и он был арестован на территории отеля Holiday Inn. При аресте он не оказал сопротивления. Во время допроса в полицейском участке Мейсон подтвердил свои показания, записанные ранее на аудиопленку, а также признался в совершении убийства 55-летнего Роберта Гроффа, с которым он состоял в интимной связи. Грофф занимался бизнесом по разведению собак и проживал в трейлере на территории округа Бьютт. Мейсон заявил, что после одного из свиданий Грофф заявил ему о том, что намеренно заразил его герпесом, после чего между ними произошла ссора. Согласно свидетельствам Мейсона, в конце осени 1980 года он явился в его трейлер и застрелил Роберта Гроффа в то время, пока он спал, после чего разграбил трейлер. Мейсон был помещен в окружную тюрьму округа Аламеда, где он находился в ожидании открытия судебного процесса. 8 мая 1982 года в окружную тюрьму был этапирован 24-летний Бойд Джонсон, который был арестован за совершение изнасилования и убийства Патрисии Гарсии. Оказавшись в тюрьме, Джонсон потребовал предоставить ему одиночную камеру и изолировать его от остальных заключенных, но ему было отказано. Он отказался от общения с другими заключенными и отказался рассказать о причине ареста. В разговоре с другими заключенными  Мейсон получил информацию о том, что Джонсон является полицейским осведомителем и ранее свидетельствовал против других преступников на судебных процессах в качестве свидетеля обвинения. По совету одного из надзирателей Мейсон и ряд других заключенных посмотрели вечерний выпуск местных новостей, где был репортаж о Бойде Джонсоне и где описывалось преступление, которое он совершил, после чего Дэвид Мейсон заявил, что Джонсон, будучи осведомителем, будет приговорен к незначительному сроку лишению свободы. Вечером того же дня он предложил заключенным Натаниэлю Янси, Квентину Шортеру и Морису Гранту совершить убийство Джонсона, но все, кроме Шортера, ответили отказом. Рано утром 9 мая Мейсон и Квентин Шортер проникли в камеру к Бойду Джонсону, после чего совершили на него нападение. Джонсон оказал яростное сопротивление, вследствие чего был сильно избит и впоследствии задушен с помощью полотенца. После совершения убийства Мейсон и Шортер проникли в душевую комнату, куда перенесли труп Джонсона, после чего подвесили его на водопроводной трубе, пытаясь таким образом представить смерть Джонсона как акт самоубийства. После обнаружения тела Бойда Джонсона, в ходе расследования Квентин Шортер сознался в содеянном и дал показания против Мейсона, которые были подтверждены Натаниэлем Янси и Морисом Грантом. В ходе досмотра камеры Мейсона и его личных вещей были обнаружены пятна крови на его полотенце и туфлях. Во время медицинского осмотра Мейсона тюремный врач обнаружил на его теле многочисленные ссадины и синяки, свидетельствующие о том, что он принимал участие в нападении на Джонсона. Под ногтями убитого были обнаружены частицы кожи и кровь, группа которой соответствовала группе крови Мейсона

## Суд
Судебный процесс над Дэвидом Мейсоном открылся в конце 1983 года. На судебном процессе он отказался от своих первоначальных показаний и не признал свою вину ни по одному пункту обвинения. На суде Мейсон предоставил алиби на день убийства Артура Дженнингса. Дэвид заявил, что в тот день он работал в магазине подержанных вещей «Thrift Town». Согласно карточке табельного учета Мейсон появился в магазине в 12:31 и покинул его в 21:02. Однако суд посчитал, что это не является доказательством непричастности Дэвида к совершению преступления, так как в магазине работали брат Мейсона и его близкая подруга по имени Карен Уорден, которые могли подделать запись в карточке. На суде Мейсон также отрицал свою причастность к убийству Антуанетты Браун, заявив, что вечером 16 ноября он находился в трейлере Роберта Гроффа, на расстоянии 145 миль от места убийства. Сосед  Гроффа подтвердил показания Мейсона, заявив, что вечером 16 ноября он помог Мейсону и Гроффу установить новый водонагреватель в трейлере Гроффа, однако его жена заявила, что ее муж ошибся относительно даты. По словам женщины, установка водонагревателя происходила 23 ноября через неделю после описываемых событий. Она предоставила доказательства, согласно которым 16 ноября она и ее муж  уехали к родственникам в город Юба-Сити, где они находились неделю и вернулись только 23 ноября. Также он предоставил алиби на день убийства Дороти Лэнг, заявив, что большую часть того дня он провел в городе Беркли, в доме одной из своих подруг по имени Патрисия Бакли. Женщина на суде подтвердила показания Мейсона, заявив, что в период  с 17 до 22 часов Дэвид не покидал дом. Тем не менее, Дэвид Мейсон был признан виновным в совершении 5 убийств и 27 января 1984 года был приговорен к смертной казни. Несмотря на признательные показания в совершении убийства Роберта Гроффа, никаких обвинений ему было предъявлено не было, хотя он остался подозреваемым в совершении его убийства.

## Казнь
После осуждения Дэвид Мейсон был этапирован в тюрьму Сан-Квентин для исполнения смертного приговора, где он провел все последующие годы жизни. В годы заключения он женился на девушке по имени Шарлин, признал свою вину в совершенных преступлениях и выразил раскаяние в содеянном. В начале 1990-х годов его адвокат составил апелляционный документ. В апелляционном документе утверждалось, что уголовное наказание в виде смертной казни  Мейсону должно быть заменено на уголовное наказание в виде пожизненного лишения свободы, так как он был подвергнут издевательствам в детстве, что привело в итоге к психическим, эмоциональным и поведенческим проблемам. Несмотря на существование большой вероятности нового судебного разбирательства и отмены смертного приговора, в июне 1993 года Дэвид Мейсон  добровольно отказался от подачи апелляций, после чего дата его казни была назначена на 24 августа 1993 года. Он заявил, что на его решение повлияло чувство раскаяния и желание преподать урок другим представителям криминальной субкультуры во избежание повторения его ошибок.
В июле того же года его посетили журналисты на территории камеры смертников. Мейсон дал интервью, длительностью 90 минут, во время которого заявил, что за 9 лет, проведенных в камере смертников, обнаружил свой гуманизм, пришел к пониманию той боли, которую он причинил семьям пяти , и заявил о готовности понести ответственность за свои действия. Также он отметил, что не намерен изменить своего решения, несмотря на 200 полученных им писем, призывающих его возобновить свои апелляции и два иска, поданные противниками смертной казни об отмене казни.
После отказа от подачи апелляций, в августе 1993 года, его адвокат Чарльз Марсон заявил, что Мейсон невменяем и не способен принимать решения такого рода, вследствие чего обратился в Апелляционный суд девятого округа США с ходатайством о проведении судебно-психиатрической экспертизы на предмет установления его вменяемости, однако коллегия из трех судей  Апелляционного суда девятого округа США постановила, что Мейсон имеет право принять решение о смерти, после чего Дэвид Мейсон отказался от услуг Марсона и ему был предоставлен другой адвокат. Последний день своей жизни он провел с членами своей семьи. Мейсон отказался от последнего ужина, попросив отобедать со своей семьей той едой, которая предоставлялась в тот день другим заключенным и отказался исповедаться у священника, попросив разрешение у администрации тюрьмы на неограниченное пользование телефоном в последние часы перед казнью. Официальные лица штата Калифорния заявили, что Мейсон может остановить казнь в любое время — даже когда он будет привязан к стулу в газовой камере — просто заявив, что он хочет подать апелляционный документ, который был составлен его адвокатом. На всякий случай, если он передумает, администрация тюрьмы Сан-Квентин установила в газовой камере телефон, по которому Мейсон при желании мог бы связаться со своим новым адвокатом  Майком Брэди, который будет находиться на территории тюрьмы. Брэди, в свою очередь, был готов связаться с Апелляционным судом 9-го округа США, который готов был в случае подачи апелляции дать постановление об отсрочке исполнения приговора, которая  продлила бы жизнь Мейсону как минимум еще на три года, однако Дэвид Мейсон не воспользовался этим правом. Перед казнью Мейсон попросил, чтобы никто из членов его семьи не присутствовал на казни в качестве свидетеля, предпочтя, чтобы они помнили его таким, каким они видели его во время своих последних посещений.
Дэвид Мейсон был казнен 24 августа 1993 года в 12.16 по местному времени. Спустя семь минут он был объявлен мертвым. Перед казнью Мейсону указали, где находился его адвокат Брэди среди свидетелей казни на случай, если он изменит свое решение. После казни Майк Брэди рассказал журналистам об уговоре, согласно которому Дэвид дважды должен был ему моргнуть  в качестве условного знака, если захочет остановить казнь. Но по его  свидетельствам, после того как Мейсону указали его местоположение, Мейсон в том направлении больше не смотрел. Согласно свидетельствам начальника тюрьмы Дэниэла Васкеза, Мейсон отказался от последнего слова, произнеся следующее:«Нет, начальник, я хочу приступить к казни. Спасибо, начальник» (англ. «No warden, I want to proceed with the execution. Thank you, warden»).